# William Peto
William Peto OFMObs (ur. ok. 1483 w Warwickshire, zm. w 1558 w Londynie) – angielski kardynał.

## Życiorys
Urodził się około 1483 roku w Warwickshire, jako syn Edwarda i Godithy Peto. Studiował na Uniwersytecie Oksfordzkim, a następnie wstąpił do zakonu obserwantów. W Wielkanoc 1532 roku podczas kazania, na którym obecny był Henryk VIII, Peto publicznie modlił się sprzeciwiając się rozwodowi króla i Katarzyny Aragońskiej. Zaowocowało to kłótnią z Henrykiem i aresztowaniem zakonnika. Po półrocznym uwięzieniu został uwolniony i udał się do Antwerpii, gdzie wydał książkę traktującą o rozwodzie i korespondował z Tomaszem More’em i Janem Fisherem. 30 marca 1543 roku został wybrany biskupem Salisbury. Nie miał możliwości objąć wówczas diecezji, a kiedy tron brytyjski zajęła Maria I, Peto powrócił do kraju i osiadł w zakonie w Greenwich. 14 czerwca 1557 roku został kreowany kardynałem prezbiterem, jednak nigdy nie otrzymał kościoła tytularnego. Nalegał na papieża, by ten zwolnił go z przyjęcia godności kardynalskiej ze względu na słabe zdrowie i zaawansowany wiek. Paweł IV wysłał swojego siostrzeńca, by ten namówił Peto do wizyty w Rzymie, jednak misja zakończyła się fiaskiem. Kardynał zmarł w 1558 roku w Londynie.